# 滝井アサ
滝井 アサ（たきい アサ、1884年〈明治17年〉4月28日 - 1998年〈平成10年〉7月31日）は、長寿日本一だった広島県の女性。

## 人物
1998年6月に宮永スエキクが死去した事により長寿日本一となる。しかし、その約1か月後の7月に死去。114歳94日没。